# علية البريقي
علية البريقي لاعب كرة قدم تونسي محترف، ولد في 1 جانفي 1992 بسوسة .
نشط هذا اللاعب في فريق النجم الرياضي الساحلي بالبطولة التونسية منذ سنة 2011 لعب 93 مقابلة سجل 9 اهداف ولعب بالمنتخب الوطني التونسي 4 مقابلات، و الاتحاد الرياضي ببنقردان ونادي الأخدود السعودي. الانجازات.

## روابط خارجية
- علية البريقي على موقع الاتحاد الدولي (مؤرشف)  (الإنجليزية)
- علية البريقي على موقع قاعدة بيانات كرة القدم.إي يو (الإنجليزية)
- علية البريقي على موقع ناشيونال فوتبول تيمز (الإنجليزية)
- علية البريقي على موقع Soccerway.com (الإنجليزية)